# イミド酸

イミド酸の一般構造式

イミド酸（イミドさん、imidic acid）とは有機化合物群のひとつで、一般構造式が R-C(=NR')OH と表されるもの。カルボン酸アミドの互変異性体に相当する。通常は不安定で速やかにアミドへ異性化する。エステルや酸ハロゲン化物などの誘導体には安定に取り扱えるものがある。

## 誘導体

### エステル

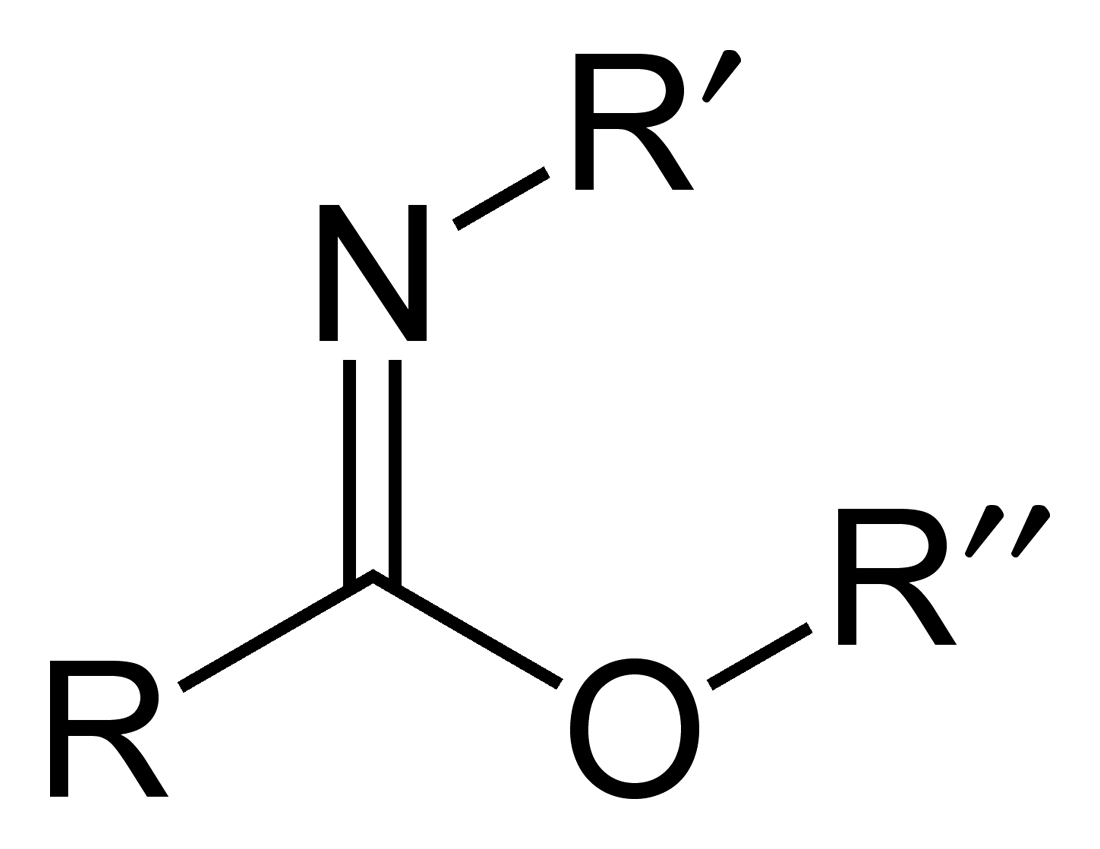
イミデートエステル

R-C(=NR')OR'' (R''≠ H) の一般構造式で表されるエステルは、イミダート (imidate) と呼ばれる。特に合成化学に現れるイミダートは N-トリクロロメチルイミダートで、アルコールとトリクロロアセトニトリルから容易に得ることができる。
{\displaystyle {\rm {ROH+CCl_{3}CN\longrightarrow ROC(=NH)CCl_{3}}}}
糖鎖やオリゴ糖を合成する人工的なグリコシル化反応において、糖のイミダート誘導体がドナーとして頻用される。
イミダートはオーバーマン転位の中間体としても現れる（下式中央）。

### ハロゲン化物
イミド酸ハロゲン化物はハロゲン化イミドイル (imidoyl halide) とも呼ばれ、一般構造式は R-C(=NR')X (X = ハロゲン) と表される。2級アミドに塩化チオニルなどの求電子的なハロゲン化剤を作用させると対応するハロゲン化物が発生する。
{\displaystyle {\rm {RC(=O)NHR'+SOCl_{2}\longrightarrow RC(=NR')Cl+SO+HCl}}}
芳香族カルボン酸のアニリドを五塩化リンでイミド酸塩化物とし、塩化スズ(II)によりイミニウムへ還元、加水分解後にアルデヒドを得る手法は Sonn-Müller法と呼ばれる。
{\displaystyle {\rm {ArC(=O)NHPh+PCl_{5}+H^{+}\longrightarrow ArC(=N^{+}HPh)Cl+POCl_{3}+HCl}}}
{\displaystyle {\rm {ArC(=N^{+}HPh)Cl+SnCl_{2}+HCl\longrightarrow ArC(=N^{+}HPh)H+SnCl_{4}}}}
{\displaystyle {\rm {ArC(=N^{+}HPh)H+H_{2}O\longrightarrow ArCHO+PhNH_{2}+H^{+}}}}
イミド酸ハロゲン化物にアルコールを作用させるとイミド酸エステルが、アミンを作用させるとアミジンが得られる。

## 安定性
イミド酸ハロゲン化物は水とは容易に反応してカルボン酸まで加水分解を受ける。
イミド酸エステルも水による加水分解を受けやすく、カルボン酸エステルへと変わってしまう。しかしR基がトリフルオロメチル基やトリクロロメチル基などの場合 (CX3C(=NR')OR'', X = F or Cl) は、水によるイミノ窒素への求核攻撃が阻害されるため、比較的安定に取り扱える。